# Harland Sanders

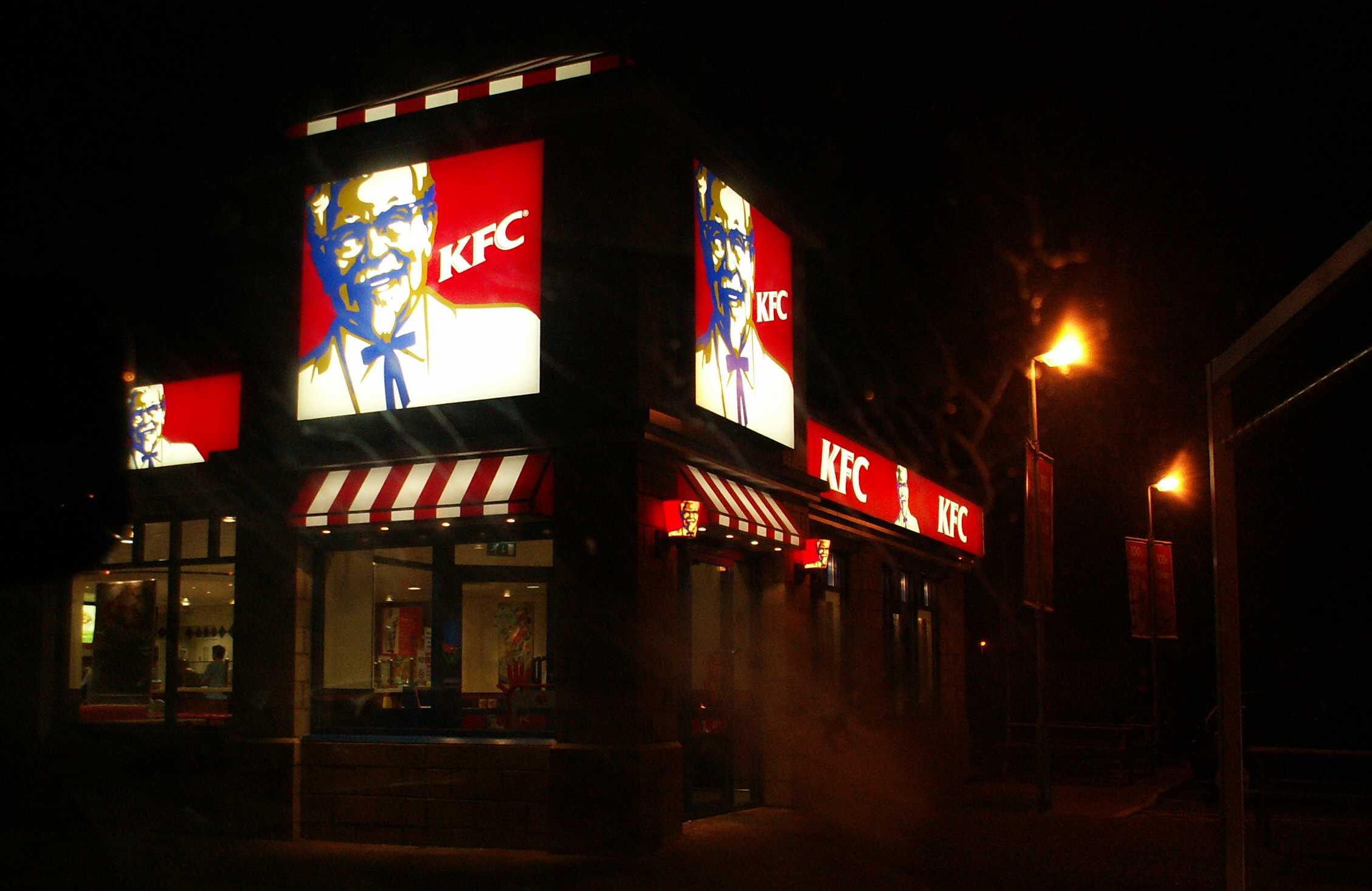
Restauracja KFC z wizerunkiem Sandersa

Harland David Sanders (ur. 9 września 1890 w Henryville, zm. 16 grudnia 1980 w Louisville) – amerykański przedsiębiorca, założyciel sieci KFC. Jego portret jest używany jako logo tej firmy.

## Życiorys
Harland Sanders (znany również jako pułkownik Sanders) urodził się 9 września 1890 roku na farmie w Henryville w stanie Indiana. W 1896 roku zmarł jego ojciec. Na utrzymanie rodziny pracowała jego matka, a Sanders, już jako dziecko, podczas jej nieobecności przygotowywał posiłki dla całej rodziny. W młodym wieku (w siódmej klasie) zrezygnował z kształcenia i zaczął pracować dorywczo. Pracował m.in. na farmie, jako strażak, a później sternik parowca, sprzedawca ubezpieczeń, pracownik kolei. W 1906 roku zaciągnął się do armii Stanów Zjednoczonych na Kubie. Po kilku miesiącach został honorowo zwolniony ze służby. 
W wieku 40 lat rozpoczął sprzedaż potraw z kurczaka w Corbin w stanie Kentucky. Szybko jego dania zyskały popularność. Do przygotowywania dań Sanders używał smażalników ciśnieniowych, co pozwalało na szybsze opiekanie mięsa. 
W 1935 r. gubernator Kentucky nadał mu honorowy tytuł pułkownika. W 1952 otwarto pierwszą franczyzę Kentucky Fried Chicken w South Salt Lake. W kolejnych latach intensywnie rozwijał swój biznes franczyzowy. Do 1964 r. ponad 600 restauracji sprzedawało jego kurczaka. W tym samym roku sprzedał swoją firmę i został ambasadorem marki KFC.
Ubierał się w charakterystyczny kostium imitujący południowego dżentelmena sprzed wojny secesyjnej. Był to skuteczny sposób na promocję i reklamę.
Zmarł na zapalenie płuc 16 grudnia 1980 roku i został pochowany w Louisville w stanie Kentucky. W jego pogrzebie uczestniczyło ponad 1200 osób. Do trumny został złożony w białym garniturze i czarnym krawacie bolo.